# Campeonato Europeo de Balonmano Masculino
El Campeonato Europeo de Balonmano Masculino es la máxima competición de balonmano entre selecciones nacionales masculinas de Europa. Es organizado desde 1994 por la Federación Europea de Balonmano (EHF), celebrándose generalmente al comienzo de cada año par.

## Ediciones
| Núm.  | Año  | Sede                              | Oro       | Plata     | Bronce     |
| ----- | ---- | --------------------------------- | --------- | --------- | ---------- |
| I     | 1994 | Portugal                          | Suecia    | Rusia     | Croacia    |
| II    | 1996 | España                            | Rusia     | España    | Yugoslavia |
| III   | 1998 | Italia                            | Suecia    | España    | Alemania   |
| IV    | 2000 | Croacia                           | Suecia    | Rusia     | España     |
| V     | 2002 | Suecia                            | Suecia    | Alemania  | Dinamarca  |
| VI    | 2004 | Eslovenia                         | Alemania  | Eslovenia | Dinamarca  |
| VII   | 2006 | Suiza                             | Francia   | España    | Dinamarca  |
| VIII  | 2008 | Noruega                           | Dinamarca | Croacia   | Francia    |
| IX    | 2010 | Austria                           | Francia   | Croacia   | Islandia   |
| X     | 2012 | Serbia                            | Dinamarca | Serbia    | Croacia    |
| XI    | 2014 | Dinamarca                         | Francia   | Dinamarca | España     |
| XII   | 2016 | Polonia                           | Alemania  | España    | Croacia    |
| XIII  | 2018 | Croacia                           | España    | Suecia    | Francia    |
| XIV   | 2020 | Austria/Noruega/Suecia            | España    | Croacia   | Noruega    |
| XV    | 2022 | Hungría/Eslovaquia                | Suecia    | España    | Dinamarca  |
| XVI   | 2024 | Alemania                          | Francia   | Dinamarca | Suecia     |
| XVII  | 2026 | Dinamarca/Suecia/Noruega          |           |           |            |
| XVIII | 2028 | España/Portugal/Suiza             |           |           |            |
| XIX   | 2030 | República Checa/Polonia/Dinamarca |           |           |            |
| XX    | 2032 | Alemania/Francia                  |           |           |            |

## Medallero histórico
- Actualizado hasta Alemania 2024.

| Núm. | País      | Oro | Plata | Bronce | Total |
| ---- | --------- | --- | ----- | ------ | ----- |
| 1    | Suecia    | 5   | 1     | 1      | 7     |
| 2    | Francia   | 4   | 0     | 2      | 6     |
| 3    | España    | 2   | 5     | 2      | 9     |
| 4    | Dinamarca | 2   | 2     | 4      | 8     |
| 5    | Alemania  | 2   | 1     | 1      | 4     |
| 6    | Rusia     | 1   | 2     | 0      | 3     |
| 7    | Croacia   | 0   | 3     | 3      | 6     |
| 8    | Serbia    | 0   | 1     | 1      | 2     |
| 9    | Eslovenia | 0   | 1     | 0      | 1     |
| 10   | Islandia  | 0   | 0     | 1      | 1     |
| 10   | Noruega   | 0   | 0     | 1      | 1     |
|      | TOTAL     | 16  | 16    | 16     | 48    |

1. ↑  Incluye las medallas obtenidas por Yugoslavia.

## Clasificación histórica
| Pos. | Selección            | Part. | Puntos | PJ  | PG | PE | PP | %       | GF | GC | Medalla de oro | Medalla de plata | Medalla de bronce |
| ---- | -------------------- | ----- | ------ | --- | -- | -- | -- | ------- | -- | -- | -------------- | ---------------- | ----------------- |
| 1    | España               | 16    | 160    | 114 | 76 | 8  | 30 | 66,66 % |    |    | 2              | 5                | 2                 |
| 2    | Francia              | 16    | 155    | 113 | 71 | 13 | 29 | 62,83 % |    |    | 4              | 0                | 2                 |
| 3    | Dinamarca            | 15    | 148    | 110 | 70 | 8  | 32 | 63,64 % |    |    | 2              | 2                | 4                 |
| 4    | Croacia              | 16    | 141    | 114 | 65 | 11 | 38 | 57.02 % |    |    | 0              | 3                | 3                 |
| 5    | Suecia               | 15    | 140    | 105 | 66 | 8  | 31 | 62,86 % |    |    | 5              | 1                | 1                 |
| 6    | Alemania             | 15    | 121    | 106 | 53 | 15 | 38 | 50 %    |    |    | 2              | 1                | 1                 |
| 7    | Rusia                | 14    | 93     | 83  | 42 | 9  | 32 | 50,6 %  |    |    | 1              | 2                | 0                 |
| 8    | Islandia             | 13    | 75     | 78  | 32 | 11 | 35 | 41,03 % |    |    | 0              | 0                | 1                 |
| 9    | Noruega              | 11    | 74     | 69  | 33 | 8  | 28 | 47,83 % |    |    | 0              | 0                | 1                 |
| 10   | Eslovenia            | 14    | 73     | 87  | 32 | 9  | 46 | 36,78 % |    |    | 0              | 1                | 0                 |
| 11   | Hungría              | 14    | 61     | 75  | 25 | 11 | 39 | 33,33 % |    |    | 0              | 0                | 0                 |
| 12   | Serbia               | 13    | 54     | 65  | 23 | 8  | 34 | 35,38 % |    |    | 0              | 1                | 1                 |
| 13   | Polonia              | 11    | 49     | 59  | 22 | 5  | 32 | 37,29 % |    |    | 0              | 0                | 0                 |
| 14   | República Checa      | 12    | 41     | 60  | 18 | 5  | 37 | 30 %    |    |    | 0              | 0                | 0                 |
| 15   | Portugal             | 8     | 30     | 43  | 14 | 2  | 27 | 32,56 % |    |    | 0              | 0                | 0                 |
| 16   | Bielorrusia          | 7     | 23     | 37  | 11 | 1  | 25 | 29,73 % |    |    | 0              | 0                | 0                 |
| 17   | Austria              | 6     | 23     | 32  | 9  | 5  | 18 | 28,12 % |    |    | 0              | 0                | 0                 |
| 18   | Macedonia del Norte  | 8     | 23     | 40  | 9  | 5  | 26 | 22,5 %  |    |    | 0              | 0                | 0                 |
| 19   | Países Bajos         | 3     | 14     | 17  | 6  | 2  | 9  | 35,29 % |    |    | 0              | 0                | 0                 |
| 20   | Montenegro           | 7     | 11     | 28  | 5  | 1  | 22 | 17,86 % |    |    | 0              | 0                | 0                 |
| 21   | Rumania              | 3     | 8      | 15  | 4  | 0  | 11 | 26,66 % |    |    | 0              | 0                | 0                 |
| 22   | Suiza                | 5     | 7      | 18  | 2  | 3  | 13 | 11,11 % |    |    | 0              | 0                | 0                 |
| 23   | Ucrania              | 7     | 7      | 31  | 3  | 1  | 27 | 9,68 %  |    |    | 0              | 0                | 0                 |
| 24   | Lituania             | 2     | 5      | 9   | 2  | 1  | 6  | 22,22 % |    |    | 0              | 0                | 0                 |
| 25   | Italia               | 1     | 4      | 6   | 2  | 0  | 4  | 33,33 % |    |    | 0              | 0                | 0                 |
| 26   | Eslovaquia           | 4     | 3      | 12  | 1  | 1  | 10 | 8,33 %  |    |    | 0              | 0                | 0                 |
| 27   | Georgia              | 1     | 2      | 3   | 1  | 0  | 2  | 33,33 % |    |    | 0              | 0                | 0                 |
| 28   | Islas Feroe          | 1     | 1      | 3   | 0  | 1  | 2  | 0 %     |    |    | 0              | 0                | 0                 |
| 29   | Bosnia y Herzegovina | 3     | 0      | 9   | 0  | 0  | 9  | 0 %     |    |    | 0              | 0                | 0                 |
| 30   | Grecia               | 1     | 0      | 3   | 0  | 0  | 3  | 0 %     |    |    | 0              | 0                | 0                 |
| 31   | Israel               | 1     | 0      | 3   | 0  | 0  | 3  | 0 %     |    |    | 0              | 0                | 0                 |
| 32   | Letonia              | 1     | 0      | 3   | 0  | 0  | 3  | 0 %     |    |    | 0              | 0                | 0                 |

1. ↑  Incluye los partidos de la República Federal de Yugoslavia y de Serbia y Montenegro.